# Aulacophora baliensis
Aulacophora baliensis es un coleóptero de la familia Chrysomelidae.
Fue descrita científicamente por primera vez en 2001 por Barroga.